# Ela Velden
Ela Velden  (Querétaro, Mexikó, 1992. július 25. –) mexikói színésznő.

## Élete és pályafutása
Daniela Campos néven született 1992. július 25-én Querétaróban. 
Első szerepét 2013-ban kapta a Gossip Girl: Acapulco című sorozatban, ahol Gaby szerepét játszotta. Ugyanebben az évben a Niñas mal – Vad angyalok epizódjaiban tűnt fel. 2014-ben szerepet kapott a Como dice el dicho és a La rosa de Guadalupe című sorozatokban.

## Filmográfia

### Televízió
| Év   | Cím                                           | Szerep                 |
| ---- | --------------------------------------------- | ---------------------- |
| 2013 | Gossip Girl: Acapulco                         | Gaby                   |
| 2013 | Niñas Mal 2                                   | Flavia                 |
| 2014 | Como dice el dicho                            | Candela Andrea Marifer |
| 2014 | La rosa de Guadalupe                          | Lucina                 |
| 2014 | Fiorella (Muchacha italiana viene a casarse ) | Gianna Bianchi         |
| 2015 | Ne hagyj el! (A que no me dejas)              | Fernanda               |
| 2016 | Álmodj velem! (Despertar contigo)             | Maia Alcalá González   |

### Videóklipek
| Év   | Cím              | Előadó     |
| ---- | ---------------- | ---------- |
| 2013 | "Me Voy"         | Josemario  |
| 2014 | "Duele Perderte" | Diego Amoz |